# Ngũ Cổ
Ngũ Cổ (tiếng Trung: 五股區; bính âm: Wǔgǔ Qū; Bạch thoại tự: Ngó͘ -kó͘ Khu) là một khu (quận) của thành phố Tân Bắc, Trung Hoa Dân Quốc (Đài Loan). Trước ngày 25 tháng 12 năm 2010, Ngũ Cổ là một hương thuộc huyện Đài Bắc. Trên địa bàn Ngũ Cổ có tuyến Quốc lộ 1 và Tỉnh lộ 64 chạy qua.